# 行空間

行列の行ベクトル

数学の線型代数学の分野における、ある行列の行空間（ぎょうくうかん、英: row space）とは、その行列の各行ベクトルの線型結合として起こり得るすべてのものからなる集合のことを言う。K を（実数や複素数の全体などのような）体とする。K に属する成分からなる m × n 行列の行空間は、n-空間 Kn の線型部分空間である。行空間の次元は、その行列の行ランクと呼ばれる。
整数の全体などのような環 K についての行列に対しても、同様の定義が存在する。

## 定義
K をスカラーの体とする。A を、行ベクトル r1, r2, ... , rm を伴う m × n 行列とする。それらの行ベクトルの線型結合は、次の形式で記述される任意のベクトルで与えられる：
{\displaystyle c_{1}\mathbf {r} _{1}+c_{2}\mathbf {r} _{2}+\cdots +c_{m}\mathbf {r} _{m},}
ここで c1, c2, ... , cm はスカラーである。ベクトル r1, ... , rm の線型結合として起こり得る全てのものからなる集合のことを、A の行空間と呼ぶ。すなわち、A の行空間は、ベクトル r1, ... , rm の張る部分空間である。
例えば、行列
{\displaystyle A={\begin{bmatrix}1&0&2\\0&1&0\end{bmatrix}}}
に対し、その行ベクトルは r1 = (1, 0, 2) および r2 = (0, 1, 0) で与えられる。この r1 と r2 の線型結合は、
{\displaystyle c_{1}(1,0,2)+c_{2}(0,1,0)=(c_{1},c_{2},2c_{1})\,}
の形式で記述される任意のベクトルである。そのようなベクトルすべてからなる集合が、行列 A の行空間である。この場合の行空間は、方程式 z = 2x を満たすようなベクトル (x, y, z) ∈ K3 の集合で与えられる（デカルト座標を用いることで、この集合は3次元空間において原点を通る平面となる）。
同次線型方程式系を表す行列に対し、行空間はその系におけるすべての線型方程式によって構成される。
A の列空間は、AT の行空間と等しい。

## 基底
行空間は、行に関する基本変形には影響されない。このことから、行空間の基底を見つけるためにガウスの消去法を使用することが可能となる。
例えば、行列
{\displaystyle A={\begin{bmatrix}1&3&2\\2&7&4\\1&5&2\end{bmatrix}}}
を考える。この行列の行は、行空間を張るが、それらは線型独立でないこともあり得る。そのような場合、それらは基底にはならない。ここでは行列 A の基底を見つけるために、行階段形へと A を書き下す：
r1、r2、r3 は行列 A の各行を表す。
{\displaystyle {\begin{bmatrix}1&3&2\\2&7&4\\1&5&2\end{bmatrix}}\underbrace {\sim } _{r_{2}-2r_{1}}{\begin{bmatrix}1&3&2\\0&1&0\\1&5&2\end{bmatrix}}\underbrace {\sim } _{r_{3}-r_{1}}{\begin{bmatrix}1&3&2\\0&1&0\\0&2&0\end{bmatrix}}\underbrace {\sim } _{r_{3}-2r_{2}}{\begin{bmatrix}1&3&2\\0&1&0\\0&0&0\end{bmatrix}}\underbrace {\sim } _{r_{1}-3r_{2}}{\begin{bmatrix}1&0&2\\0&1&0\\0&0&0\end{bmatrix}}}
行列が階段形になれば、そのときの非ゼロの行が行空間の基底となる。今回の場合、基底は { (1, 3, 2), (0, 1, 0) } となる。他にあり得る基底として、さらなる書き下しの結果、{ (1, 0, 2), (0, 1, 0) } を得ることが出来る。
この計算方法は、ベクトルの集合の張る部分空間の基底を見つけるために、一般的に用いられる。行列がさらに行既約階段形へと簡略化されるなら、その結果として得られる基底は行空間により一意的に定められる。

## 次元
行空間の次元は、その行列の階数と呼ばれる。この数は、その行列から選ぶことの出来る線型独立な行の数の最大と等しい。例えば、上述の例の 3 × 3 行列の階数は 2 である。
行列の階数はまた、列空間の次元とも等しい。零空間の次元は、その行列の退化次数（nullity）と呼ばれ、次の方程式によって行列の階数と関係付けられる：
{\displaystyle \operatorname {rank} (A)+\operatorname {nullity} (A)=n.}
ここで n は行列 A の列の数である。この方程式は、階数・退化次数の定理として知られる。

## 零空間との関係
行列 A の零空間は、Ax = 0 が成立するようなすべてのベクトル x の集合として与えられる。行列 A とベクトル x の積は、ベクトルのドット積を用いて次のように書くことが出来る：
{\displaystyle A\mathbf {x} ={\begin{bmatrix}\mathbf {r} _{1}\cdot \mathbf {x} \\\mathbf {r} _{2}\cdot \mathbf {x} \\\vdots \\\mathbf {r} _{m}\cdot \mathbf {x} \end{bmatrix}}}
ここで r1, ... , rm は A の行ベクトルである。したがって、Ax = 0 が成立するための必要十分条件は、x が A の各行ベクトルと直交することであることが分かる。
A の零空間は、A の行空間の直交補空間であることが従う。例えば、三次元において、行空間が原点を通る平面であるなら、零空間は原点を通る垂線となる。このことは、階数・退化次数の定理の証明を与える（上節次元を参照）。
行空間と零空間は、行列 A に関わる四つの基本部分空間の内の二つである（残りの二つは、列空間と左零空間である）。

## 余像との関係
V と W をベクトル空間とするとき、線型変換 T: V → W の核は、T(v) = 0 が成立するようなベクトル v ∈ V の集合で与えられる。線型変換の核は、行列の零空間と同様の概念である。
V が内積空間であるなら、その核の直交補空間は、行空間の一般化と見なすことが出来る。それはしばしば、T の余像と呼ばれる。変換 T はその余像上で一対一であり、その余像は T の像の上への同型である。
V が内積空間でないなら、T の余像は商空間 V / ker(T) として定義することが出来る。